# دونوسا
دونوسا (باليونانية: Δονούσα)‏، هي جزيرة ومجتمع سابق في مقاطعة سيكلاديس باليونان. منذ إصلاح الحكومة المحلية في عام 2011، أصبحت جزءًا من بلدية ناكسوس وجزر سيكلاديس الصغرى، ووحدة بلدية تابعة لها. تُعد دونوسا أبعد جزيرة في أقصى الشرق ضمن جزر سيكلاديس الصغرى.